# Григорий Прелюб
Григорий Прелюб или просто Прелюб (серб. Прељуб Γρηγόριος Πρεάλιμπος или Πρελούμπος) (р. 1312—1355/1356) — сербский аристократ и воевода, захвативший Фессалию. За это он получил титул кесаря и власть над регионом, которым управлял в 1348—1356 году, признавая власть Стефана Душана.

## Биография
Григорий впервые упоминается в 1344 году, когда во время византийской гражданской войны участвовал в сербском завоевании Македонии. Согласно хроникам, сербский правитель Стефан Душан посчитал его лучшим среди всех магнатов «за отвагу, кураж и опыт». В мае 1344 года он возглавлял сербов в битве при Стефаниане, но был разбит турками эмира Айдына, который выступал союзником византийского императора Иоанна VI Кантакузина.

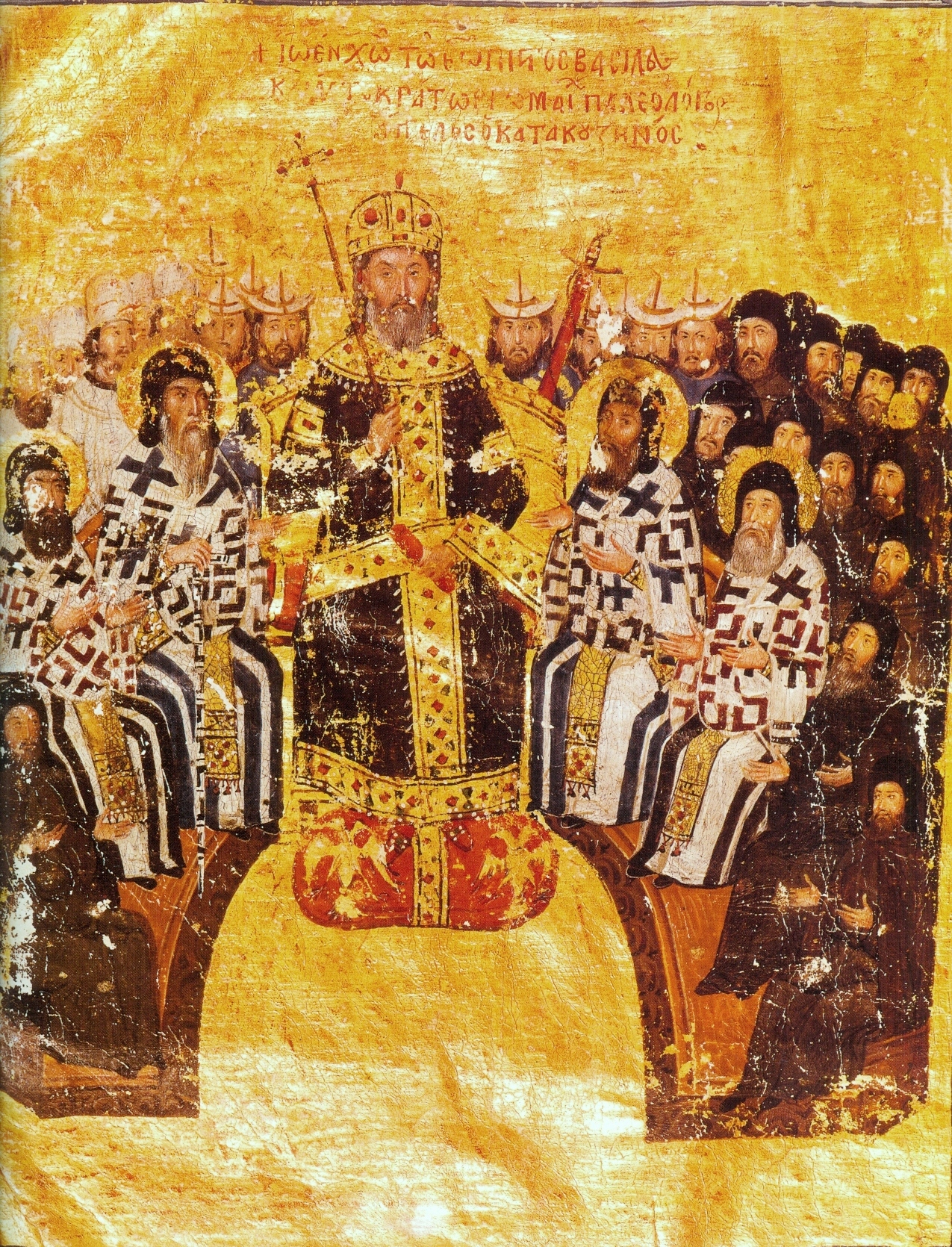
Противник Прелюба — Иоанн VI Кантакузин

В 1348 году, заручившись поддержкой албанцев, Прелюбович вторгся в Фессалию. К тому времени регион страдал от эпидемии черной смерти, которая послужила причиной гибели местного губернатора Иоанна Ангела, и уже к ноябрю власть принадлежала сербам. Душан назначил Григория губернатором Фессалии, столицей которой стал город Трикала, а также дал ему титул кесаря.
В 1350 году Иоанн VI Кантакузин воспользовался войной Душана с Боснией, и попытался возвратить Македонию и Фессалию. Высадившись в Фессалониках, византийцы смогли занять несколько важных крепостей, но Прелюб с 500 солдатами смог удержать стратегически важный город Сервия. Вскоре сербские войска смогли возвратить захваченные укрепления.
Григорий умер в конце 1355 или начале 1356 года в схватке с албанскимим племенами. Его вдова Ирина Асанина и сын Фома Прелюбович вскоре покинули Фессалию из-за вторжения эпирского царя Никифора II Орсини. Тот заручился поддержкой греческого населения области, и вынудил Прелюбовичей вернуться в Сербию. В 1357 году состоялась свадьба Ирина и правителя Западной Македонии Радослава Хлапена. В 1366/1367 году Фома смог стать правителем Эпира.